# Campaniano
| Periodo                                                                                     | Epoca                | Piano          | Età (Ma)    |
| ------------------------------------------------------------------------------------------- | -------------------- | -------------- | ----------- |
| Paleogene                                                                                   | Paleocene            | Daniano        | Più recente |
| Cretacico                                                                                   | Cretacico superiore  | Maastrichtiano | 72,2 ±0,2   |
| Cretacico                                                                                   | Cretacico superiore  | Campaniano     | 83,6 ±0,2   |
| Cretacico                                                                                   | Cretacico superiore  | Santoniano     | 85,7 ±0,2   |
| Cretacico                                                                                   | Cretacico superiore  | Coniaciano     | 89,8 ±0,3   |
| Cretacico                                                                                   | Cretacico superiore  | Turoniano      | 93,9 ±0,2   |
| Cretacico                                                                                   | Cretacico superiore  | Cenomaniano    | 100,5 ±0,1  |
| Cretacico                                                                                   | Cretacico inferiore  | Albiano        | 113,2 ±0,3  |
| Cretacico                                                                                   | Cretacico inferiore  | Aptiano        | 121,4 ±0,6  |
| Cretacico                                                                                   | Cretacico inferiore  | Barremiano     | 125,77      |
| Cretacico                                                                                   | Cretacico inferiore  | Hauteriviano   | 132,6 ±0,6  |
| Cretacico                                                                                   | Cretacico inferiore  | Valanginiano   | 137,05 ±0,5 |
| Cretacico                                                                                   | Cretacico inferiore  | Berriasiano    | 143,1 ±0,6  |
| Giurassico                                                                                  | Giurassico superiore | Titoniano      | Più antico  |
| Suddivisione del Cretacico secondo la Commissione internazionale di stratigrafia dell'IUGS. |                      |                |             |

Nella scala dei tempi geologici, il Campaniano rappresenta il quinto dei sei piani in cui è suddiviso il Cretacico superiore, la seconda epoca del periodo Cretacico.
È compreso tra 83,5 ± 0,7 e 70,6 ± 0,6 milioni di anni fa (Ma), preceduto dal Santoniano e seguito dal Maastrichtiano.
È in questa epoca (intorno ai 78 milioni di anni fa) che secondo alcune teorie avviene la separazione fra proscimmie e scimmie + tarsi.

## Definizioni stratigrafiche e GSSP
Il Campaniano fu introdotto nella letteratura scientifica nel 1857 dal geologo francese Henri Coquand che ne derivò il nome dal comune di Champagne nel dipartimento della Charente Marittima, in Francia. La località tipo era stata inizialmente identificata in un affioramento vicino al villaggio di Aubeterre-sur-Dronne, nella stessa regione. Tuttavia, in seguito a nuove valutazioni stratigrafiche, questa sezione è ora riconosciuta come appartenente al successivo piano Maastrichtiano.
La base del Campaniano è data dall'estinzione negli orizzonti stratigrafici dei crinoidi della specie Marsupites testudinarius.
Il limite superiore è definito dalla prima comparsa di ammoniti della specie Pachydiscus neubergicus.

### GSSP
Il GSSP, il profilo stratigrafico di riferimento della Commissione Internazionale di Stratigrafia, è stato fissato a Gubbio, nella Gola del Bottaccione (2023).

### Suddivisioni
Il Campaniano è a volte ulteriormente suddiviso in tre sottopiani: Inferiore, Medio e Superiore.
Nel dominio tetideo, il Campaniano comprende sei zone ammonitiche:
- zona della Nostoceras hyatti
- zona della Didymoceras chayennense
- zona della Bostrychoceras polyplocum
- zona della Hoplitoplacenticeras marroti/Hoplitoplacenticeras vari
- zona della Delawarella delawarensis
- zona della Placenticeras bidorsatum

## Paleontologia
Secondo alcuni autori è possibile che durante il Campaniano ci sia stata una radiazione evolutiva delle specie di dinosauri. Nel Nord America, ad esempio, il numero di generi noti di dinosauri passa dagli iniziali 4 a 48 verso la fine del piano, tanto che a volte si parla di "esplosione del Campaniano". Ciò però potrebbe dipendere dal fatto che si sono ritrovati (o si sono conservati) solo pochi resti fossili all'inizio dello stadio.
Il clima generalmente caldo del Campaniano, e la copertura delle aree continentali con acque poco profonde, potrebbero comunque aver favorito l'espansione dei dinosauri. Nel successivo stadio Maastrichtiano il numero dei generi di dinosauri nordamericani finora ritrovati diminuisce del 30%.

### †Anchilosauri
| Ankylosauria del Campaniano | Ankylosauria del Campaniano       | Ankylosauria del Campaniano                                  | Ankylosauria del Campaniano | Ankylosauria del Campaniano |
| Taxa                        | Presenza                          | Localizzazione                                               | Descrizione | Immagine                    |
| --------------------------- | --------------------------------- | ------------------------------------------------------------ | --- | --------------------------- |
| Aletopelta                  |                                   | Point Loma Formation, California, USA.                       | Anchilosauride di taglia media, con una lunghezza attorno ai sei metri. |                             |
| Antarctopelta               |                                   | Santa Marta Formation, Isola James Ross, Penisola Antartica. | Anchilosauro tarchiato e protetto da placche corazzate piantate nella pelle. Anche se non è stato ritrovato alcuno scheletro completo, la lunghezza è stimata attorno ai quattro metri. Aveva caratteristiche sia degli anchilosauri che dei nodosauri. |                             |
| Edmontonia                  | Dal Campaniano al Maastrichtiano. | Horseshoe Canyon Formation, Alberta, Canada.                 | Robusto nodosauride lungo poco più di sei metri e alto due metri. Aveva piccole placche ossee sul capo e sul dorso, e aculei appuntiti lungo la schiena e sulla coda. Il cranio era a forma di pera.                                                    |                             |
| Euoplocephalus              | Dal Santoniano al Maastrichtiano  | USA, Canada.                                                 | |                             |
| Niobrarasaurus              |                                   |                                                              | |                             |
| Nodocephalosaurus           |                                   |                                                              | |                             |
| Panoplosaurus               |                                   | Judith River Formation, Alberta, Canada; Montana, USA        | Nodosauride lungo tra cinque e sette metri e alto due. |                             |
| Pinacosaurus                |                                   |                                                              | |                             |
| Saichania                   |                                   |                                                              | |                             |
| Shanxia                     |                                   |                                                              | |                             |
| Struthiosaurus              |                                   |                                                              | |                             |
| Tarchia                     |                                   |                                                              | |                             |
| Tianzhenosaurus             |                                   |                                                              | |                             |

### Uccelli
| Aves del Campaniano | Aves del Campaniano | Aves del Campaniano | Aves del Campaniano | Aves del Campaniano |
| Taxa                | Presenza            | Localizzazione      | Descrizione | Immagine            |
| ------------------- | ------------------- | ------------------- | --- | ------------------- |
| Hesperornis         |                     |                     | |                     |
| Neogaeornis wetzeli |                     |                     | Uccello marino del Cile. Aveva le zampe da tuffatore, ma le sue relazioni non sono ancora ben comprese. L'unica specie conosciuta appartiene al confine tra Campaniano e Maastrichtiano. |                     |
| Ichthyornis         |                     |                     | |                     |

### Pesci ossei
| Osteichthyes del Campaniano | Osteichthyes del Campaniano | Osteichthyes del Campaniano | Osteichthyes del Campaniano | Osteichthyes del Campaniano |
| Taxa                        | Presenza                    | Localizzazione              | Descrizione                 | Immagine                    |
| --------------------------- | --------------------------- | --------------------------- | --------------------------- | --------------------------- |
| Xiphactinus                 |                             |                             |                             |                             |

### Pesci cartilaginei
| Chondrichthyes del Campaniano | Chondrichthyes del Campaniano | Chondrichthyes del Campaniano | Chondrichthyes del Campaniano | Chondrichthyes del Campaniano |
| Taxa                          | Presenza                      | Localizzazione                | Descrizione                   | Immagine                      |
| ----------------------------- | ----------------------------- | ----------------------------- | ----------------------------- | ----------------------------- |
| Chlamydoselachus              |                               |                               |                               |                               |
| †Schizorhiza                  |                               |                               |                               |                               |

### †Ceratopsi
| Ceratopsia del Campaniano | Ceratopsia del Campaniano | Ceratopsia del Campaniano | Ceratopsia del Campaniano | Ceratopsia del Campaniano |
| Taxa                      | Presenza                  | Localizzazione            | Descrizione               | Immagine                  |
| ------------------------- | ------------------------- | ------------------------- | ------------------------- | ------------------------- |
| Achelousaurus             |                           |                           |                           |                           |
| Agujaceratops             |                           |                           |                           |                           |
| Albertaceratops           |                           | Alberta, Canada.          |                           |                           |
| Anchiceratops             |                           |                           |                           |                           |
| Avaceratops               |                           |                           |                           |                           |
| Bagaceratops              |                           |                           |                           |                           |
| Bainoceratops             |                           |                           |                           |                           |
| Brachyceratops            |                           |                           |                           |                           |
| Breviceratops             |                           |                           |                           |                           |
| Centrosaurus              |                           |                           |                           |                           |
| Cerasinops                |                           |                           |                           |                           |
| Chasmosaurus              |                           |                           |                           |                           |
| ?Dysganus                 |                           |                           |                           |                           |
| Einiosaurus               |                           |                           |                           |                           |
| Graciliceratops           |                           |                           |                           |                           |
| Lamaceratops              |                           |                           |                           |                           |
| Magnirostris              |                           |                           |                           |                           |
| Medusaceratops            |                           |                           |                           |                           |
| Monoclonius               |                           | USA, Canada.              |                           |                           |
| Prenoceratops             |                           |                           |                           |                           |
| Platyceratops             |                           |                           |                           |                           |
| Protoceratops             |                           | Mongolia, Asia.           |                           |                           |
| Styracosaurus             |                           | USA, Canada.              |                           |                           |
| Torosaurus                |                           | Montana, USA.             |                           |                           |
| Udanoceratops             |                           |                           |                           |                           |

### Crocodilomorfi
| Crocodylomorpha del Campaniano | Crocodylomorpha del Campaniano | Crocodylomorpha del Campaniano | Crocodylomorpha del Campaniano | Crocodylomorpha del Campaniano |
| Taxa                           | Presenza                       | Localizzazione                 | Descrizione                    | Immagine                       |
| ------------------------------ | ------------------------------ | ------------------------------ | ------------------------------ | ------------------------------ |
| - †Deinosuchus                 |                                | Texas, USA.                    |                                |                                |

### Mammiferi
| Mammalia del Campaniano | Mammalia del Campaniano | Mammalia del Campaniano | Mammalia del Campaniano | Mammalia del Campaniano |
| Taxa                    | Presenza                | Localizzazione          | Descrizione             | Immagine                |
| ----------------------- | ----------------------- | ----------------------- | ----------------------- | ----------------------- |
| Alphadon                |                         |                         |                         |                         |
| Didelphodon             |                         |                         |                         |                         |
| Kamptobaatar            |                         |                         |                         |                         |
| Kennalestes             |                         |                         |                         |                         |
| Zalambdalestes          |                         |                         |                         |                         |

### †Ornitopodi
| Ornithopoda del Campaniano | Ornithopoda del Campaniano | Ornithopoda del Campaniano                | Ornithopoda del Campaniano | Ornithopoda del Campaniano |
| Taxa                       | Presenza                   | Localizzazione                            | Descrizione                | Immagine                   |
| -------------------------- | -------------------------- | ----------------------------------------- | -------------------------- | -------------------------- |
| Aralosaurus                |                            |                                           |                            |                            |
| Brachylophosaurus          |                            |                                           |                            |                            |
| Corythosaurus              |                            |                                           |                            |                            |
| Diclonius                  |                            |                                           |                            |                            |
| Edmontosaurus              |                            |                                           |                            |                            |
| Gasparinisaura             |                            |                                           |                            |                            |
| Gilmoreosaurus             |                            |                                           |                            |                            |
| Gryposaurus                |                            |                                           |                            |                            |
| Hadrosaurus                |                            |                                           |                            |                            |
| Hypacrosaurus              |                            |                                           |                            |                            |
| Hypsibema                  |                            |                                           |                            |                            |
| Kritosaurus                |                            |                                           |                            |                            |
| Lambeosaurus               |                            |                                           |                            |                            |
| Lophorhothon               |                            |                                           |                            |                            |
| Maiasaura                  |                            |                                           |                            |                            |
| Mandschurosaurus           |                            |                                           |                            |                            |
| Microhadrosaurus           |                            |                                           |                            |                            |
| Mochlodon                  |                            | Austria                                   | Un Rhabdodontidae.         |                            |
| Naashoibitosaurus          |                            |                                           |                            |                            |
| Nipponosaurus              |                            |                                           |                            |                            |
| Orodromeus                 |                            |                                           |                            |                            |
| Parasaurolophus            |                            |                                           |                            |                            |
| Prosaurolophus             |                            |                                           |                            |                            |
| Pteropelyx                 |                            |                                           |                            |                            |
| Rhabdodon                  |                            | Francia; Spagna; Isola di Hațeg, Romania. |                            |                            |
| Saurolophus                |                            |                                           |                            |                            |
| Shantungosaurus            |                            |                                           |                            |                            |
| Tanius                     |                            |                                           |                            |                            |
| Trachodon                  |                            |                                           |                            |                            |
| Tsintaosaurus              |                            |                                           |                            |                            |
| Velafrons                  |                            |                                           |                            |                            |

### †Pachicefalosauri
| Pachycephalosauria del Campaniano | Pachycephalosauria del Campaniano | Pachycephalosauria del Campaniano    | Pachycephalosauria del Campaniano | Pachycephalosauria del Campaniano |
| Taxa                              | Presenza                          | Localizzazione                       | Descrizione | Immagine                          |
| --------------------------------- | --------------------------------- | ------------------------------------ | --- | --------------------------------- |
| Alaskacephale                     |                                   | Prince Creek Formation, Alaska, USA. | |                                   |
| Colepiocephale                    |                                   | Alberta, Canada.                     | Il più antico tra i pachicefalosauri conosciuti. |                                   |
| Goyocephale                       |                                   | Mongolia.                            | |                                   |
| Gravitholus                       |                                   |                                      | |                                   |
| Hanssuesia                        |                                   | Alberta, Canada; Montana, USA.       | Si distingueva dagli altri pachicefalosauri per la regione parietale depressa, una cupola frontoparietale, narici larghe, lobi prefontali ridotti e un ripiano parietosquamosale ridotto. |                                   |
| ?Heishansaurus                    |                                   |                                      | |                                   |
| Homalocephale                     |                                   | Mongolia.                            | Esibiva un tetto cranico a forma di cuneo, che lo differenziava dagli altri pachicefalosauri.                                                                                             |                                   |
| ?Micropachycephalosaurus          |                                   |                                      | |                                   |
| Ornatotholus                      |                                   |                                      | |                                   |
| Prenocephale                      |                                   | Mongolia.                            | |                                   |
| Sphaerotholus                     |                                   |                                      | |                                   |
| Stegoceras                        |                                   |                                      | |                                   |
| Tylocephale                       |                                   |                                      | |                                   |
| Wannanosaurus                     |                                   |                                      | |                                   |

### †Plesiosauri
| Plesiosauria del Campaniano | Plesiosauria del Campaniano | Plesiosauria del Campaniano | Plesiosauria del Campaniano | Plesiosauria del Campaniano |
| Taxa                        | Presenza                    | Localizzazione              | Descrizione                 | Immagine                    |
| --------------------------- | --------------------------- | --------------------------- | --------------------------- | --------------------------- |
| †Elasmosaurus               |                             | Pierre Shale, Kansas, USA.  |                             |                             |
| †Styxosaurus                |                             | Pierre Shale, Kansas, USA.  |                             |                             |
| †Albertonectes              |                             | Tai Kubo, Alberta, Canada.  |                             |                             |

### †Pterosauri
| Pterosauria del Campaniano | Pterosauria del Campaniano | Pterosauria del Campaniano | Pterosauria del Campaniano | Pterosauria del Campaniano |
| Taxa                       | Presenza                   | Localizzazione             | Descrizione                | Immagine                   |
| -------------------------- | -------------------------- | -------------------------- | -------------------------- | -------------------------- |
| Nyctosaurus                |                            | Nord America               |                            |                            |
| Pteranodon                 |                            | Nord America, Europa       |                            |                            |
| Quetzalcoatlus             |                            | Nord America               |                            |                            |
| Haenamichnus               |                            | Corea                      |                            |                            |

### †Sauropodi
| Sauropoda del Campaniano | Sauropoda del Campaniano | Sauropoda del Campaniano                | Sauropoda del Campaniano                                                     | Sauropoda del Campaniano |
| Taxa                     | Presenza                 | Localizzazione                          | Descrizione                                                                  | Immagine                 |
| ------------------------ | ------------------------ | --------------------------------------- | ---------------------------------------------------------------------------- | ------------------------ |
| Alamosaurus              |                          | Utah, New Mexico, Texas.                |                                                                              |                          |
| Andesaurus               |                          |                                         |                                                                              |                          |
| Bruhathkayosaurus        |                          | Kallemedu Formation, Tamil Nadu, India. | Bruhathkayosaurus potrebbe essere stato il più pesante di tutti i dinosauri. |                          |
| Quaesitosaurus           |                          |                                         |                                                                              |                          |
| Saltasaurus              |                          | Argentina, Uruguay.                     |                                                                              |                          |

### Squamati
| Squamata del Campaniano | Squamata del Campaniano | Squamata del Campaniano                                                                      | Squamata del Campaniano | Squamata del Campaniano |
| Taxa                    | Presenza                | Localizzazione                                                                               | Descrizione             | Immagine                |
| ----------------------- | ----------------------- | -------------------------------------------------------------------------------------------- | ----------------------- | ----------------------- |
| Halisaurus              |                         | Nord America, Europa e Africa.                                                               |                         |                         |
| Mosasaurus              |                         | Nord America, Europa, Africa, Giordania, Nuova Zelanda, Antartide e forse anche in Giappone. |                         |                         |
| Plotosaurus             |                         |                                                                                              |                         |                         |
| Taniwhasaurus           |                         | Nuova Zelanda, Giappone, Antartide.                                                          |                         |                         |
| Tylosaurus              |                         | Nordamerica, ma anche in Europa, Asia e Africa                                               |                         |                         |

### Testudini
| Testudines del Campaniano | Testudines del Campaniano | Testudines del Campaniano | Testudines del Campaniano | Testudines del Campaniano |
| Taxa                      | Presenza                  | Localizzazione            | Descrizione               | Immagine                  |
| ------------------------- | ------------------------- | ------------------------- | ------------------------- | ------------------------- |
| †Archelon                 |                           | Kansas, USA.              |                           |                           |

### †Teropodi (non aviani)
Secondo D. Varrichio, gli stati americani dell'Alberta e Montana, durante il Campaniano superiore ebbero teropodi simili nonostante la significativa differenza nelle altre specie di dinosauri erbivori.
| Theropoda (non aviani) del Campaniano      | Theropoda (non aviani) del Campaniano                      | Theropoda (non aviani) del Campaniano             | Theropoda (non aviani) del Campaniano                                                                        | Theropoda (non aviani) del Campaniano |
| Taxa                                       | Presenza                                                   | Localizzazione                                    | Descrizione                                                                                                  | Immagine                              |
| ------------------------------------------ | ---------------------------------------------------------- | ------------------------------------------------- | --- | ------------------------------------- |
| - †Abelisaurus 1. †Abelisaurus comahuensis |                                                            | Allen Formation?, Anacleto Formation?, Argentina. | Carnivoro bipede che raggiungeva una lunghezza tra sette e nove metri. Ci è noto solo da un cranio parziale. |                                       |
| Albertosaurus                              |                                                            |                                                   | |                                       |
| Appalachiosaurus                           |                                                            |                                                   | |                                       |
| Aublysodon                                 |                                                            |                                                   | |                                       |
| Archaeornithomimus                         |                                                            |                                                   | |                                       |
| Bambiraptor                                |                                                            |                                                   | |                                       |
| Byronosaurus                               |                                                            |                                                   | |                                       |
| Bistahieversor                             |                                                            |                                                   | |                                       |
| Citipati                                   |                                                            |                                                   | |                                       |
| Carnotaurus                                |                                                            |                                                   | |                                       |
| Daspletosaurus                             |                                                            |                                                   | |                                       |
| Deinodon                                   |                                                            |                                                   | |                                       |
| Dromaeosaurus                              |                                                            |                                                   | |                                       |
| Dromiceiomimus                             |                                                            |                                                   | |                                       |
| Dryptosaurus                               |                                                            |                                                   | |                                       |
| Gorgosaurus                                |                                                            |                                                   | |                                       |
| Harpymimus                                 |                                                            |                                                   | |                                       |
| Khaan                                      |                                                            |                                                   | |                                       |
| Luanchuanraptor                            |                                                            |                                                   | |                                       |
| Lythronax                                  |                                                            |                                                   | |                                       |
| Labocania                                  |                                                            |                                                   | |                                       |
| Mononykus                                  |                                                            |                                                   | |                                       |
| Nanshiungosaurus                           |                                                            |                                                   | |                                       |
| Noasaurus                                  |                                                            |                                                   | |                                       |
| Ornithomimus                               |                                                            |                                                   | |                                       |
| Oviraptor                                  |                                                            |                                                   | |                                       |
| Pyroraptor                                 |                                                            |                                                   | |                                       |
| Qianzhousaurus                             |                                                            |                                                   | |                                       |
| Raptorex                                   | Possibile età di provenienza: dal Barremiano al Campaniano |                                                   | |                                       |
| Saurornithoides                            |                                                            |                                                   | |                                       |
| Saurornitholestes                          |                                                            |                                                   | |                                       |
| Shuvuuia                                   |                                                            |                                                   | |                                       |
| Struthiomimus                              |                                                            |                                                   | |                                       |
| Troodon                                    |                                                            |                                                   | |                                       |
| Tonouchisaurus                             |                                                            |                                                   | |                                       |
| Tyrannosaurus                              |                                                            |                                                   | |                                       |
| Teratophoneus                              |                                                            |                                                   | |                                       |
| Variraptor                                 |                                                            |                                                   | |                                       |
| Velociraptor                               |                                                            |                                                   | |                                       |
| Xenotarsosaurus                            |                                                            |                                                   | |                                       |
| Zhuchengtyrannus                           |                                                            |                                                   | |                                       |